# Obesogammarus platycheir
Obesogammarus platycheir is een vlokreeftensoort uit de familie van de Pontogammaridae. De wetenschappelijke naam van de soort werd in 1896 voor het eerst geldig gepubliceerd door Georg Ossian Sars.